# Pascal Lamy
Pascal Lamy (Levallois-Perret, 1947. április 8. − ) francia politikus, 1999 és 2004 között a Prodi-bizottság tagja volt, és a Kereskedelmi Világszervezet főtitkári posztját töltötte be.
Tanulmányait a HEC Paris-ban és a Sciences Po Paris-ban végezte, végül közgazdasági diplomát szerzett az École nationale d'administration-en.
Hazája közigazgatásának tagjaként Jacques Delors gazdasági és pénzügyminiszter, valamint Pierre Mauroy miniszterelnök tanácsadója lett. Amikor Delors 1985-ben az Európai Bizottság elnöke lett, Lamyt a kabinet élére nevezték ki, és ezt a szerepet a Delors-bizottság 1994-es megszűnéséig töltötte be. A Prodi-bizottság megalakításában részt vevő Franciaországi Szocialista Párt tagjaként kinevezték ennek a bizottságnak a tagjává, és 2004 novemberében az Európai Bizottság kereskedelmi biztosa lett.
2005. május 13-án a Kereskedelmi Világszervezet főigazgatójává választották, négyéves megbízatását ugyanazon év szeptember 1-jén kezdte meg.